# Красоткин, Антон Дмитриевич
Антон Дмитриевич Красоткин (20 мая 1997) — российский хоккеист, вратарь клуба «Сибирь», выступающего в КХЛ.

## Карьера
Сын Дмитрия Красоткина — тренера «Локомотива». Воспитанник ярославского хоккея. С сезона 2013/14 года выступал в МХЛ в составе «Локо». В январе и октябре 2014 года, а также в октябре и декабре 2015 года признавался лучшим вратарём МХЛ. Чемпион МХЛ 2016 года.
С сезона 2015/16 привлекает к играм КХЛ в составе «Локомотива» и к играм ВХЛ в составе ХК «Рязань».
Бронзовый призёр молодёжного чемпионат мира 2017 года. В настоящее время выступает в «Сибири» недавно выступал на матче звëзд КХЛ пока что является вратарëм у которого больше всего отражённый бросков в сезоне 2023/2024